# Louky u Přelouče
Louky u Přelouče este o arie protejată (sit de importanță comunitară — SCI) din Republica Cehă întinsă pe o suprafață de 133,49 ha, integral pe uscat.

## Localizare
Centrul sitului Louky u Přelouče este situat la coordonatele 50°02′43″N 15°31′53″E / 50.045181°N 15.53135°E.

## Înființare
Situl Louky u Přelouče a fost declarat sit de importanță comunitară în februarie 2020 pentru a proteja 2 specii de animale.

## Biodiversitate
Situată în ecoregiunea continentală, aria protejată nu include niciun habitat protejat.
La baza desemnării sitului se află mai multe specii protejate de  nevertebrate (2): Phengaris nausithous, Phengaris teleius.